# Daga de puño

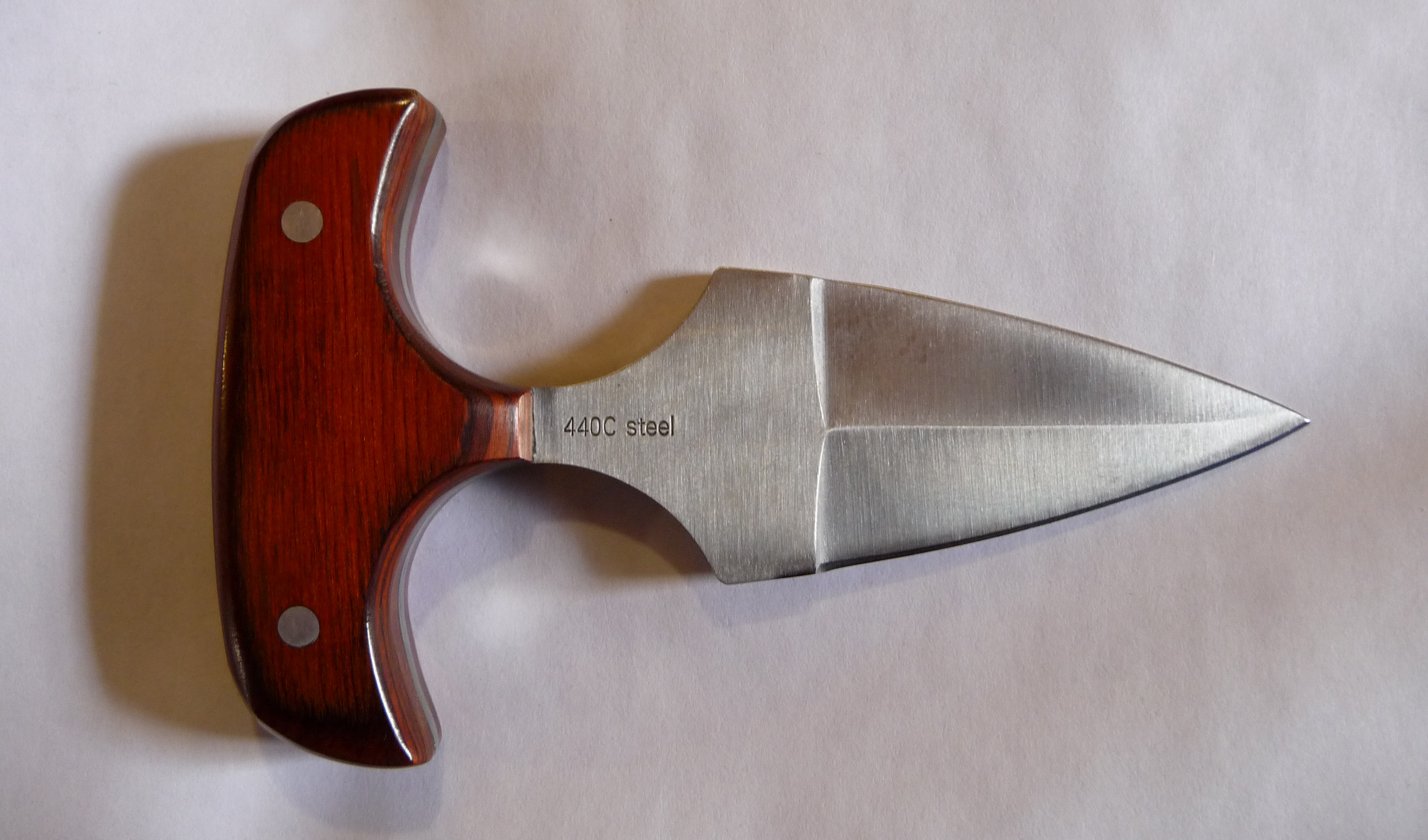

Una daga de puño es una daga de hoja corta con un mango en "T" diseñado para agarrarse con la mano de modo que la hoja sobresalga de la parte delantera del puño, normalmente entre el índice y el dedo medio, aunque también se puede agarrar entre el anular y el dedo medio. Se origina como un arma cuerpo a cuerpo para civiles a principios del siglo XIX, y también se ha utilizado en la guerra de trincheras de la Primera Guerra Mundial.

## Historia
El katar indio del siglo XVI (कटार), se ha comparado con la daga de puño.  Esta arma es análoga, o un predecesor remoto en el mejor de los casos de la daga de puño, ya que el katar es agarrado por dos barras verticales juntas, mientras que una daga de puño usa un mango en forma de T y una hoja que sobresale entre los dedos cuando se agarra correctamente

### Primera Guerra Mundial

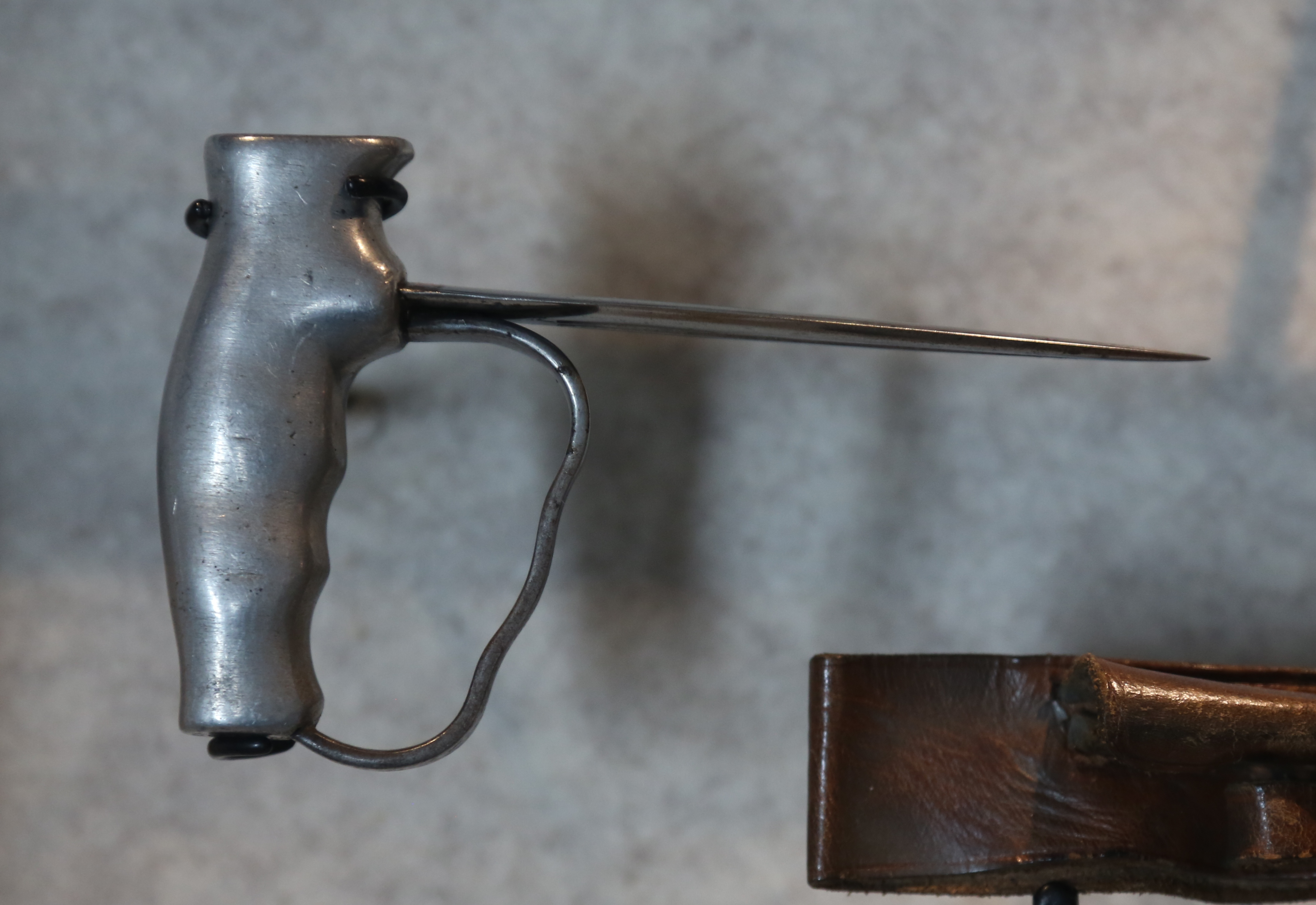
Un daga de puño Dudley

La realidad de la guerra de trincheras estática de la Primera Guerra Mundial creó la necesidad de crear armas cortas y prácticas de combate cuerpo a cuerpo que pudieran usarse en los confines de una trinchera. Vista la escasez de pistolas, se crearon o entregaron una variedad de cuchillos y otras armas cuerpo a cuerpo a las tropas que servían en las trincheras. Originalmente, la mayoría de estas armas se fabricaban en el campo a partir de materiales fácilmente disponibles, como estacas de metal, pero pronto aparecieron en el frente ejemplos hechos en fábrica de cuchillos de nudillo y dagas de puño, que fueron utilizados por ambos lados en la guerra. En Gran Bretaña, Robbins-Dudley Co. Worcestershire, una empresa metalúrgica, fue una de las primeras productoras comerciales de cuchillos y puñales especializados en tiempo de guerra para la venta privada a soldados y oficiales individuales. La típica daga de puño Robbins-Dudley, a la que su fabricante se refiere como 'cuchillo perforador', utilizaba un mango tipo "nudillo" de aluminio fundido en un mango de 3.625 pulgadas. (93 mm) de hoja de acero con tratamiento térmico o, alternativamente, una hoja de 5 pulgadas. (127 mm) de punta de metal, que posteriormente se ennegreció para evitar reflejos a la luz de la luna.

### Segunda Guerra Mundial
La daga de empuje resurgió durante la Segunda Guerra Mundial, donde se usó por primera vez como arma de combate para comandos británicos, el SAS, la DOE y otras fuerzas de guerrilla o incursiones especializadas que requieren un arma compacta y oculta para la eliminación de centinelas o combates cuerpo a cuerpo.

### Diseños contemporáneos
Durante la década de 1980, una variedad de fabricantes de cubiertos especializados produjeron varias versiones nuevas del concepto de daga de puño, y se vendieron principalmente como armas 'tácticas' o de autodefensa, particularmente en los EE. UU.

## Legalidad
La venta y posesión (o posesión en público) de una daga de puño con hoja perpendicular al mango está prohibida en algunos países, como el Reino Unido, Irlanda o Canadá, aunque si el filo es paralelo al mango son legales. Las leyes de muchos países y de varios estados y ciudades de EE. UU. Prohíben o criminalizan hasta cierto punto la compra, posesión o venta de dagas de empuje o navajas.